# Не дихай 2
«Не дихай 2» (англ. Don't Breathe 2) — американський фільм у жанрі трилера і жахів режисера Родо Сайягеса, сиквел фільму «Не дихай» 2016 року. Головну роль у фільмі виконує Стівен Ленг.
Фільм вийшов 12 серпня 2021 року.

## Сюжет
Після подій першого фільму сліпий Норман Нордстром переховувався кілька років у віддаленій хатині, де виховував дівчинку, осиротілу після пожежі. Їх спокійне життя закінчилося, коли група злочинців-наркоторговців викрала дівчинку задля свого плану. Як виявилось, батьки дівчинки вціліли після пожежі, зокрема і мати з інвалідністю, яка виготовляє наркотики і є «поваром» групи. Дівчинку викрали аби пересадити її серце хворій матері, яка от-от має померти, проте маленька героїня навіть не здогадувалась про це. Норман змушений покинути свій будинок, щоб врятувати її. У результаті, лише дівчинка зустріла нове та щасливе життя. Саме ці події змінили її бачення на світ.

## У ролях
- Стівен Ленг — Норман Нордстром / «Сліпий»[5].

## Виробництво

### Розробка
У листопаді 2016 року сценарист фільму «Не дихай» Феде Альварес оголосив, що сиквел перебуває в розробці, і що він стане його режисером. У листопаді 2018 року Альварес повідомив, що сценарій до фільму вже готовий. У січні 2020 року стало відомо, що режисером фільму «Не дихай 2» стане Родо Сайягес, який разом з Альваресом написав сценарій. Фільм стане режисерським дебютом Сайягеса.

### Знімання
Спочатку планувалося почати зйомки в квітні 2020 року, але початок зйомок було перенесено через пандемію COVID-19.
Зйомки фільму розпочалися 7 серпня 2020 року в Белграді (Сербія). Оператором фільму став Петро Луці, який раніше зняв перший фільм. 8 жовтня 2020 року зйомки були завершені.

## Прем'єра
Прем'єра фільму відбулася 13 серпня 2021 року, дистриб'ютором стала компанія Sony Pictures Releasing.